# Temple de Junon Moneta
Le temple de Junon Moneta (en latin : Aedes Iunonis Monetae) est un temple romain construit sur le Capitole, dominant le Forum Romain, et dédié à Junon, sœur et épouse de Jupiter.

## Localisation
Le temple est construit sur le point le plus haut de la colline de l'Arx (in Arce), à l'extrémité nord du Capitole, à l'emplacement de la maison de Marcus Manlius Capitolinus détruite en 384 av. J.-C.  L'emplacement du temple antique est occupé à l'époque moderne par le jardin de la basilique Santa Maria in Aracoeli,. Le temple aurait été abandonné à la fin de la République puis reconstruit non loin, peut-être au nord-est de la basilique actuelle, au point le plus haut de l'Arx.
On devait pouvoir accéder au temple, le plus important de la colline de l'Arx, depuis le Forum grâce aux Scalae Gemoniae qui sont prolongés par le Gradus Monetae.

## Fonction
Le temple est dédié à Junon Moneta, déesse dont les fonctions englobent la distribution des richesses et ses aspects prémonétaires. Le temple abrite les Libri Lintei. Les Romains établissent après 269 av. J.-C., époque de l'introduction des premières monnaies en argent, un atelier monétaire près du temple appelé Moneta ou ad Monetam. Cette proximité finit par désigner la monnaie frappée dans cet atelier par le mot moneta, à l'origine du terme « monnaie ». L'atelier semble avoir été démantelé à la fin de la République.

## Histoire
Le temple remplace un lieu de culte de Junon Moneta plus ancien, comme l'attestent les vestiges architecturaux archaïques en terre cuite découverts dans les jardins de la basilique. Ce sanctuaire est mentionné par Plutarque alors qu'il rapporte la légende des oies sacrées qui, gardées autour du sanctuaire de Junon, auraient lancé l'alerte lors de l'invasion gauloise de 390 av. J.-C.,

« Heureusement qu'on entretenait dans le Capitole, près du temple de Junon, les oies sacrées, qui avaient ordinairement une nourriture abondante, mais qui, depuis qu'on avait à peine assez de vivres pour les hommes, étaient fort négligées, et mangeaient peu. Cet animal a l'ouïe très fine, et s'effraye au moindre bruit. Celles-ci, que la faim tenait plus éveillées et rendait plus susceptibles d'effroi, sentirent bientôt l'approche des Gaulois ; et, courant à eux avec de grands cris, elles réveillèrent tous les Romains. »

— Plutarque, Vies parallèles, Camille, 27.
Selon la tradition antique, le temple est voué par Lucius Furius Camillus (ru), fils de Camille, après une victoire sur les Aurunces. Sa construction est supervisée par des duoviri spécialement nommés par le Sénat.

« Néanmoins, comme ils [pillards] avaient spontanément commencé les hostilités, et, sans hésiter, accepté le combat, le dictateur [Lucius Furius Camillus], croyant avoir besoin du secours des dieux, avait, pendant l'action, voué un temple à Junon Moneta : enchaîné par ce vœu, il retourna vainqueur à Rome, et abdiqua la dictature. Par ordre du Sénat, des duumvirs furent créés pour veiller à faire ce temple digne de la majesté du peuple romain : on lui destina dans la citadelle l'emplacement qu'avait occupé la maison de M. Manlius Capitolinus. Un an après avoir été voué, le temple de Moneta fut dédié, sous les consuls C. Marcius Rutilus et T. Manlius Torquatus [...] Cette dédicace fut aussitôt suivie d'un prodige semblable à l'antique prodige du mont Albain : car il tomba une pluie de pierres, et la nuit sembla voiler la lumière du jour. »

— Tite-Live, Histoire romaine, VII, 28, 4-7
Le temple est dédié un 1er juin, entre 345 et 343 av. J.-C.

## Description
Le temple a été identifié avec les vestiges de murs de fondations mis au jour dans le jardin Aracoeli.

### Ouvrages généraux
- Jean Haudry, Juno Moneta : aux sources de la monnaie, Milan et Paris, Archè / Edidit, « Études indo-européennes », 2002  (ISBN 88-7252-224-2).
- (en) Samuel Ball Platner et Thomas Ashby, A topographical dictionary of Ancient Rome, Londres, Oxford University Press, 1929, 608 p.
- (en) Filippo Coarelli, Rome and environs : an archaeological guide, University of California Press, 2007, 555 p. (ISBN 978-0-520-07961-8, lire en ligne)
- (en) Lawrence Richardson, A New Topographical Dictionary of Ancient Rome, Baltimore, (Md.), Johns Hopkins University Press, 1992, 488 p. (ISBN 0-8018-4300-6)

### Ouvrages sur le temple
- (en) Alexander G. Thein, « Iuno Moneta, Aedes », Digital Augustan Rome,‎ 2008
- (it) Pier Luigi Tucci, « L'Arx Capitolina : tra mito e realta », dans Imaging Ancient Rome, Proceedings of the Third Williams Symposium on classical architecture, Portsmouth, 2006, chap. 61, p. 63-73
- (it) Pier Luigi Tucci, « "Where high Moneta leads her steps sublime" : the "Tabularium" and the Temple of Juno Moneta », Journal of Roman Archaeology, no 18,‎ 2005, p. 6-33
- (it) Laureanda Chiara Botturi, Giunone Moneta : il posizionamento del tempio sull'Arx capitolina, Sapienza Università di Roma, Facoltà di Filosofia, Lettere, Scienze Umanistiche e Studi Orientali, 2012
- (it) Francesco Paolo Arata, « Osservazioni sulla topografia sacra dell’Arx capitolina », Mélanges de l'École française de Rome - Antiquité, nos 122-1,‎ 2010, p. 117-146

| Plan intemporel du Capitole antique |
| --- |
| \| Aire · Capitoline Arx Forum · Romanum Forums · impériaux Vélabre Temple de · Jupiter · capitolin Tabularium Temple de · Junon · Moneta Théâtre de · Marcellus Forum · Holitorium Temple de · Bellone Temple de · Jupiter Férétrien Temple de · Véiovis Auguraculum Iseum Temple de · Jupiter Custos (?) Temple de la · Concorde (?) Temple de · Jupiter Conservator Casa Romuli Autel Tensarum Temple de · Jupiter · Tonnant Clivus · Capitolinus Centus · Gradus Porta Pandana Temple de · Janus Temple de · Junon Sospita Temple de · Spes Temple · d'Auguste Asylum Inter duos lucos Vicus · Iugarius Champ · de Mars Portique · des Dieux · Conseillers Temple de · Vespasien Temple de la · Concorde Tullianum Clivus · Argentarius Temple de · Vénus · Érycine Temple de · Mens (?) Temple de · Fides (?) Temple · d'Ops (?) Arc · de · Scipion Temple de · Saturne Basilique · Julia T. de Vénus · Victrix (?) T. du · Genius publicus · populi Romani (?) T. de Fausta · Felicitas (?) \| |
| Aire · Capitoline Arx Forum · Romanum Forums · impériaux Vélabre Temple de · Jupiter · capitolin Tabularium Temple de · Junon · Moneta Théâtre de · Marcellus Forum · Holitorium Temple de · Bellone Temple de · Jupiter Férétrien Temple de · Véiovis Auguraculum Iseum Temple de · Jupiter Custos (?) Temple de la · Concorde (?) Temple de · Jupiter Conservator Casa Romuli Autel Tensarum Temple de · Jupiter · Tonnant Clivus · Capitolinus Centus · Gradus Porta Pandana Temple de · Janus Temple de · Junon Sospita Temple de · Spes Temple · d'Auguste Asylum Inter duos lucos Vicus · Iugarius Champ · de Mars Portique · des Dieux · Conseillers Temple de · Vespasien Temple de la · Concorde Tullianum Clivus · Argentarius Temple de · Vénus · Érycine Temple de · Mens (?) Temple de · Fides (?) Temple · d'Ops (?) Arc · de · Scipion Temple de · Saturne Basilique · Julia T. de Vénus · Victrix (?) T. du · Genius publicus · populi Romani (?) T. de Fausta · Felicitas (?)       |